# أمير عقيد
أمير عقيد (26 سبتمبر 1992 - ) هو لاعب كرة قدم جزائري في مركز الدفاع.

## روابط خارجية
- أمير عقيد على موقع قاعدة بيانات كرة القدم.إي يو (الإنجليزية)
- أمير عقيد على موقع Soccerway.com (الإنجليزية)